# Las Matas de Santa Cruz
Las Matas de Santa Cruz è un comune della Repubblica Dominicana di 17.145 abitanti, situato nella Provincia di Monte Cristi.